# Hermann von Pückler-Muskau

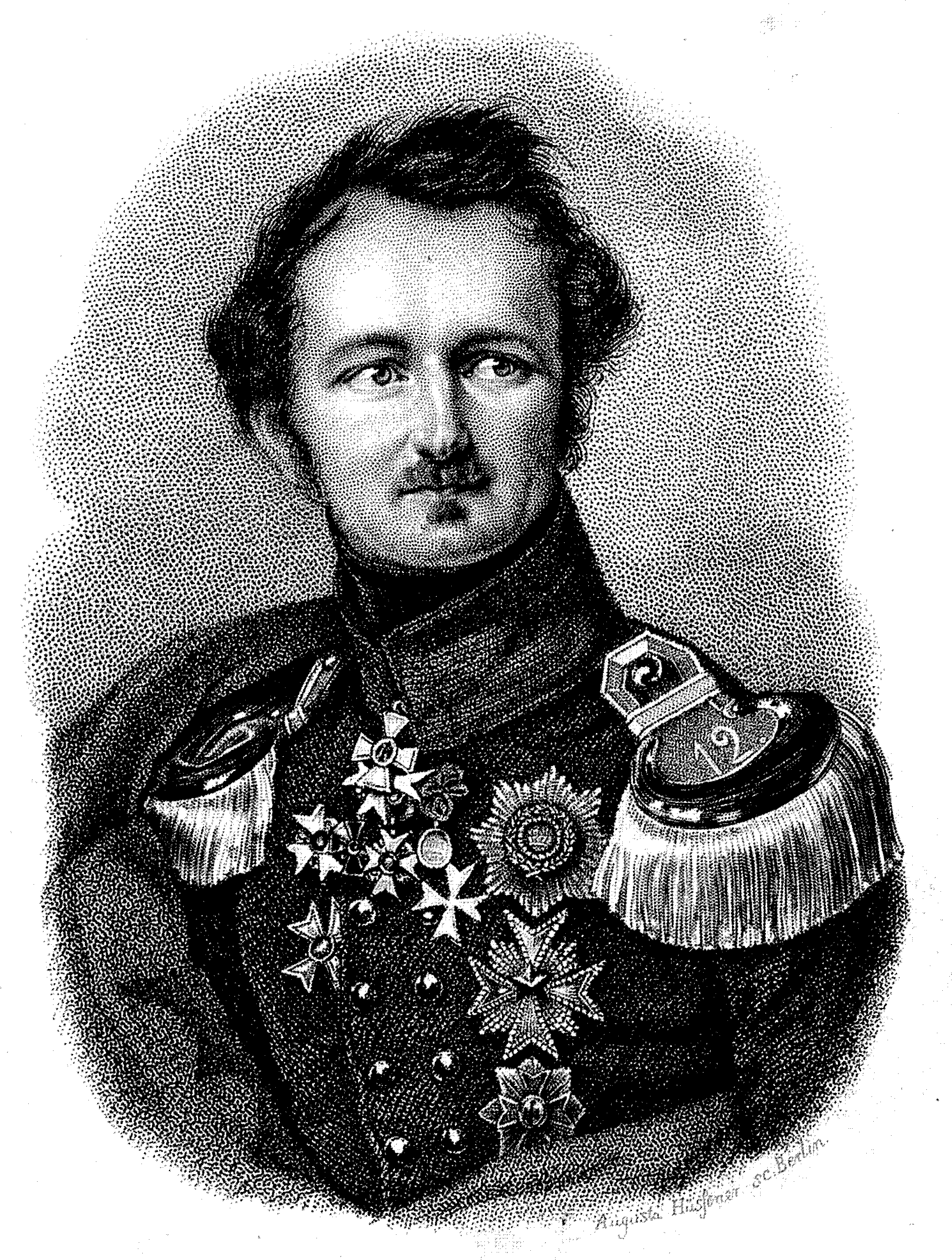
Hermann von Pückler-Muskau

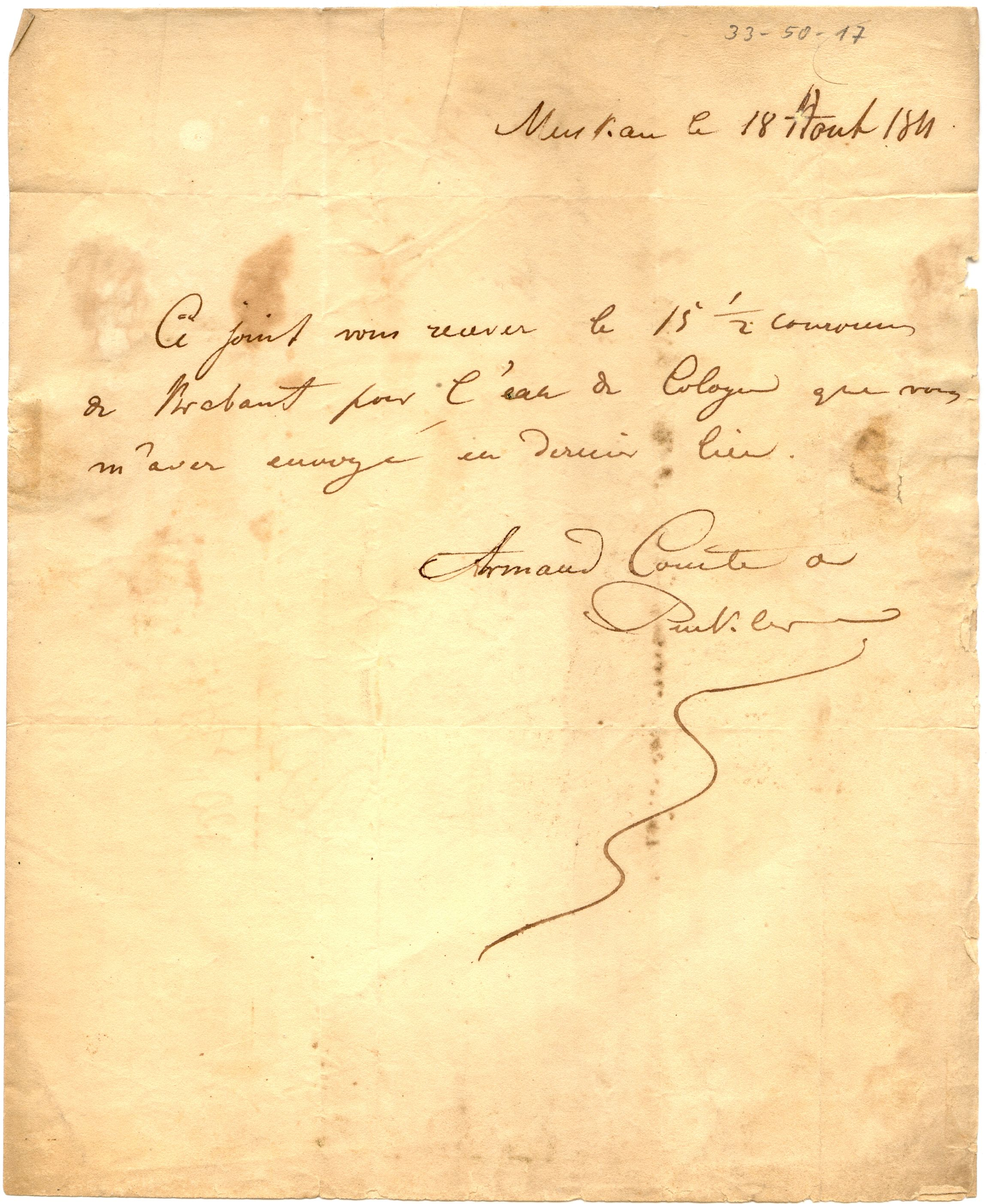
Letter of Count Puckler to Farina in Cologne 1811

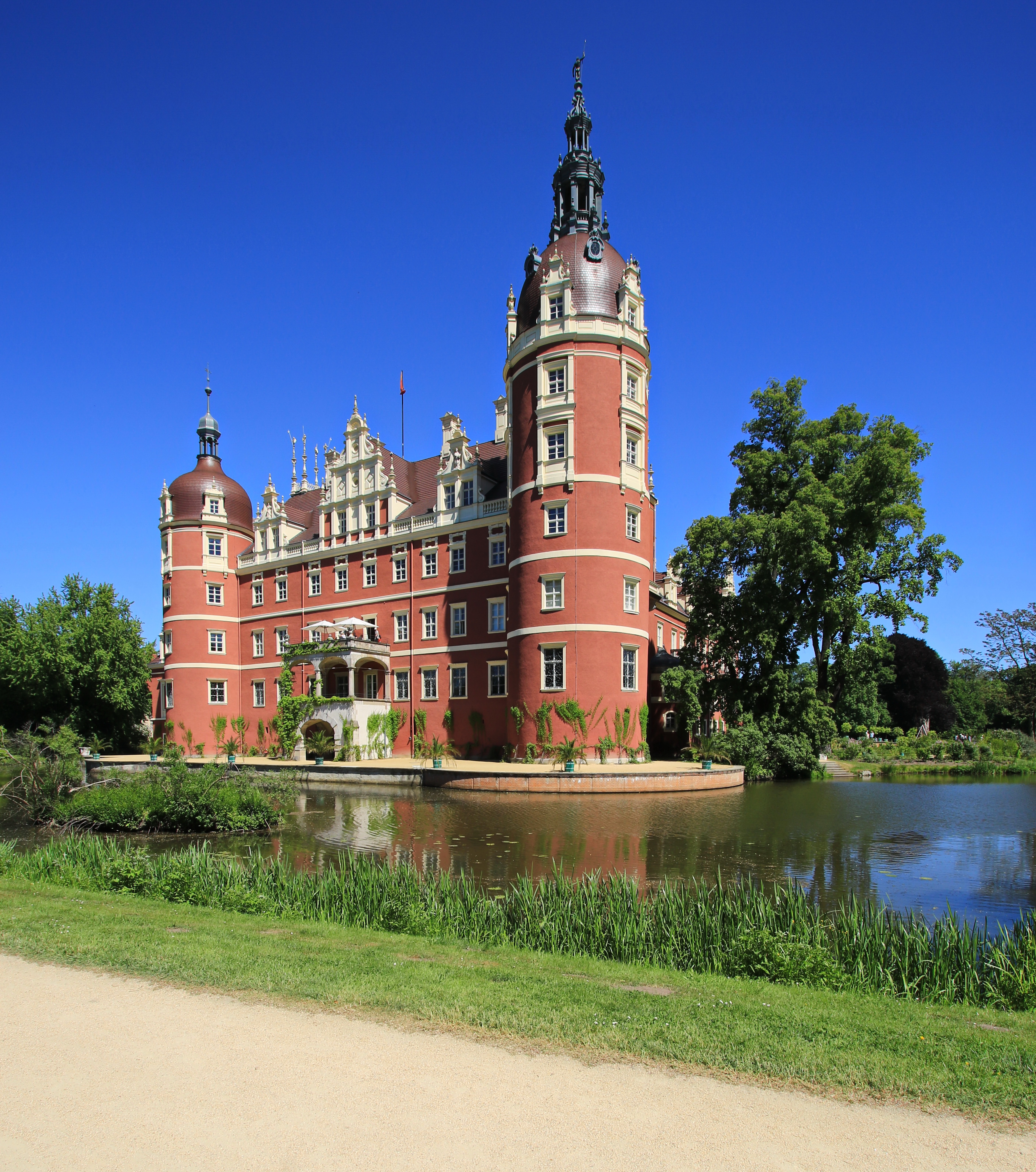
Het Nieuwe Slot in het park te Muskau

Hermann Fürst von Pückler-Muskau (Slot Muskau, Muskau, 30 oktober 1785 - Slot Branitz, Cottbus, 4 februari 1871) was een Duits landschapsarchitect, reiziger, schrijver, militair en dandy.

## Freie Standesherrschaft Muskau
Van zijn moeder erfde Pückler Muskau, de grootste "Freie Standesherrschaft" in Duitsland. Hij was een vermogend man en behoorde tot de grootste grootgrondbezitters in Pruisen, maar gaf veel geld uit en bracht daardoor het familievermogen in gevaar.

## Militaire loopbaan
De studie rechten in Leipzig, welke hij in 1801 begon, werd in 1802 afgebroken voor een militaire loopbaan tijdens de napoleontische oorlog. Hij ging in Dresden bij de cavalerie. Hij was ook kortstondig militair gouverneur van Brugge. In 1866 was hij (op 81-jarige leeftijd!) nog betrokken bij de Pruisische veldtocht tegen Oostenrijk.

## Reizen
Over zijn vele reizen heeft hij geschreven onder het pseudoniem Semilasso.

## Pückler als landschapsarchitect
Na afloop van de napoleontische oorlogen in 1815, verbleef Pücker een jaar in Engeland waar hij onder de indruk raakte van de Engelse landschapsarchitectuur. Dit was de aanleiding om het Fürst-Pückler-Park aan te leggen in Muskau, een heerlijkheid die hij van zijn moeder had geërfd. Hier heeft hij 30 jaar aan gewerkt, van 1815 tot de verkoop in 1845 aan Prins Willem Frederik van Oranje-Nassau.
De dagelijkse leiding was in handen van Jacob Heinrich Rehder. Hier kwam de latere landschapsarchitect Eduard Petzold als leerling in dienst. Petzold erkende dat hij veel van zijn inzichten heeft ontleend aan de prins.
Omdat Puckler zijn bezittingen in Muskau uit financiële noodzaak had moeten verkopen, verhuisde hij naar Branitz, eveneens een oud familiebezit. Hier begon hij opnieuw met de aanleg van een park waaraan hij de laatste 25 jaar van zijn leven wijdde.

## Huwelijk met Lucie van Hardenberg
In 1817 huwde hij met de negen jaar oudere Lucie van Hardenberg. Voor Pückler was dit eerder een verstandshuwelijk om financiële redenen. Ondanks het feit dat het koppel harmonieus samenleefde, scheidde de prins van Lucie om te kunnen hertrouwen, maar zijn plannen gingen niet door omdat men ontdekt had dat hij het vermogen van zijn eerste vrouw had opgesoepeerd om zijn park te kunnen aanleggen. Ondanks deze stormachtige ontwikkelingen, verzoenden ze zich terug met elkaar en het stel bleef onafscheidelijk tot aan de dood van Lucie in 1858.

## Parken
In Duitsland:
- Fürst-Pückler-Park Bad Muskau
- Fürst-Pückler-Park Branitz, Cottbus
- Altenstein
- Babelsbergpark

In Nederland werkte hij - na 1846 - aan de Wassenaarse landgoederen van Prins Frederik:
- De Paauw
- Backershagen en
- Raephorst

## Werk
- Briefe eines Verstorbenen (4 banden, 1830-31)
- Andeutungen über Landschaftsgärtnerei (1834)
- Tutti Frutti (5 banden, 1834)
- Semilassos vorletzter Weltgang (3 banden, 1835)
- Semilasso in Afrika (5 banden, 1836)
- Der Vorläufer (1838)
- Jugend-Wanderungen (1835)
- Südöstlicher Bildersaal (1840)
- Aus Mehemed Ali's Reich (3 banden, 1844)
- Die Rückkehr (3 banden, 1846-48)
- Briefwechsel und Tagebücher des Fürsten Hermann von Pückler-Muskau (9 banden, 1873-76)
- Liebesbriefe eines alten Kavaliers. Briefwechsel des Fürsten Pückler mit Ada von Treskow (1938)